# Forum Ekonomiczne Młodych Liderów
Forum Ekonomiczne Młodych Liderów (FEML) – coroczne największe międzynarodowe spotkanie społeczno-ekonomiczne młodych osób w Europie. 
Miastem Gospodarzem Forum Ekonomicznego Młodych Liderów od 2006 roku jest Nowy Sącz. Forum Ekonomiczne Młodych Liderów w Nowym Sączu jest programem partnerskim Forum Ekonomicznego w Krynicy. Jest to spotkanie młodych liderów społecznych, gospodarczych i politycznych z państw Unii Europejskiej, Europy Wschodniej i Kaukazu. Każdego roku w Forum Ekonomicznym Młodych Liderów uczestniczy ponad 350 osób: przedstawicieli organizacji pozarządowych, społecznych i gospodarczych, młodych dziennikarzy, naukowców i start-upowców z ponad 30 państw. Forum jest miejscem dyskusji i refleksji na temat istotnych problemów i wyzwań Europy, a w szczególności na temat roli młodego pokolenia w dokonujących się przemianach społecznych i gospodarczych na kontynencie europejskim. Forum jest płaszczyzną nawiązywania współpracy między organizacjami Wschodniej i Zachodniej Europy. Młodzi Liderzy uczestniczą również w obradach Forum Ekonomicznego w Krynicy. Ponadto program Forum Ekonomicznego Młodych Liderów w Nowym Sączu obejmuje spotkania z najważniejszymi osobami w Europie, dyskusje panelowe, warsztaty w grupach, giełdy akcji społecznych i programów działań, targi organizacji. Gośćmi Forum Ekonomicznego Młodych Liderów są wybitni politycy, ekonomiści, liderzy ruchów społecznych. Forum jest przede wszystkim trybuną poglądów, opinii, wizji młodego pokolenia Europejczyków na istotne zagadnienia współczesności.
Organizatorami Forum Ekonomicznego Młodych Liderów są Europejski Dom Spotkań – Fundacja Nowy Staw, Fundacja Rozwoju Systemu Edukacji – Narodowa Agencja programu Erasmus+ w Polsce, Fundacja Instytut Studiów Wschodnich.